# Clathria erecta
Clathria erecta är en svampdjursart som först beskrevs av Thiele 1899.  Clathria erecta ingår i släktet Clathria och familjen Microcionidae. Inga underarter finns listade i Catalogue of Life.